# NGC 2716
NGC 2716 је спирална галаксија у сазвежђу Хидра која се налази на NGC листи објеката дубоког неба.
Деклинација објекта је + 3° 5' 25" а ректасцензија 8h 57m 35,8s. Привидна величина (магнитуда) објекта NGC 2716 износи 12,2 а фотографска магнитуда 13,1. NGC 2716 је још познат и под ознакама UGC 4692, MCG 1-23-7, CGCG 33-29, PGC 25172.